# Rage for Order
Rage for Order es el segundo álbum de la banda estadounidense de metal progresivo Queensrÿche, lanzado a la venta el 27 de junio de 1986. El álbum fue relanzado el 6 de mayo de 2003 con cuatro bonus tracks. 

## Antecedentes
Rage for Order fue más progresivo que los lanzamientos anteriores de la banda, con una estructura musical compleja y en capas que emplea un enfoque de dos guitarras, pero también introdujo los teclados en la mezcla. Líricamente, el álbum exploró temas sociales/personales, políticos y tecnológicos, entre otros, destacando los peligros de la inteligencia artificial y la intrusión gubernamental. El concepto de robótica se enfatizó mediante el uso de ritmos entrecortados y efectos vocales como el eco inverso.
La dirección de la banda insistió en que Queensrÿche tomara una imagen asociada más al glam rock, glam metal o metal gótico. Como resultado, las fotos promocionales y las carátulas del álbum mostraban a los miembros de la banda vistiendo gabardinas, mucho maquillaje y permanentes.
La versión de la canción de Dalbello "Gonna Get Close to You" fue elegida como primer sencillo del álbum.
La gira para promocionar el Rage for Order duró aproximadamente siete meses e incluyó ser telonero de Ratt, AC/DC, Bon Jovi y Ozzy Osbourne, aunque su música no era del todo compatible.
Algunas pistas grabadas durante las sesiones de Rage for Order no se utilizaron en el álbum. "Prophecy" se lanzó como cara B de "Gonna Get Close to You" y luego se incluyó en la reedición de 1989 del EP Queensrÿche. Otras canciones como "From the Darkside" y "The Dream" siguieron siendo demos. La banda también había escrito "Rage for Order" como tema principal. Aunque no se incluyó en el álbum, el riff principal de esta canción se incorporó a una pieza instrumental tocada durante algunos shows de la gira en apoyo de este álbum y finalmente se transformó en la canción "Anarchy—X" del álbum Operation: Mindcrime, lanzado en 1988.

## Lista de canciones
1. Walk in the Shadows (Chris DeGarmo, Geoff Tate, Michael Wilton) – 3:34
2. I Dream in Infrared (Tate, Wilton) – 4:18
3. The Whisper (DeGarmo) – 3:36
4. Gonna Get Close to You (Lisa Dalbello) – 4:37
5. The Killing Words (DeGarmo, Tate) – 3:56
6. Surgical Strike (DeGarmo, Wilton) – 3:23
7. Neue Regel (DeGarmo, Tate) – 4:55
8. Chemical Youth (We Are Rebellion) (Tate, Wilton) – 4:15
9. London (DeGarmo, Tate, Wilton) – 5:06
10. Screaming in Digital (DeGarmo, Tate, Wilton) – 3:37
11. I Will Remember (DeGarmo) – 4:25

### Pistas adicionales CD
1. Gonna Get Close to You (12" version) (Lisa Dalbello)
2. The Killing Words(live) (DeGarmo, Tate)
3. I Dream in Infrared (1991 (acústico remix) (Tate, Wilton)
4. Walk in the Shadows (live) (DeGarmo, Tate, Wilton)

## Créditos
- Geoff Tate - vocalista, teclado.
- Chris DeGarmo - guitarra, (coro) vocalista.
- Michael Wilton - guitarra, (coro) vocalista.
- Eddie Jackson - bajo,(coro) vocalista.
- Scott Rockenfield - batería, percusión.
- Neil Kernon - teclados

## Posicionamiento

### Álbum
Billboard (Norteamérica)
| Año  | Listas            | Posición |
| ---- | ----------------- | -------- |
| 1986 | The Billboard 200 | 47       |